# Médaille Richard-Hamming
Pour les articles homonymes, voir Hamming.
La médaille Richard-Hamming est décernée chaque année depuis 1988 par l'IEEE, pour honorer les contributions exceptionnelles à l'informatique et aux technologies de l'information.

## Attribution
Chacun peut proposer un candidat.
Le conseil de l'IEEE reste néanmoins responsable du choix final et peut toujours proposer ses propres candidats.

## Lauréats
- 1988 : Richard Hamming
- 1989 : Irving Reed
- 1990 : Dennis Ritchie et Ken Thompson
- 1991 : Elwyn Berlekamp
- 1992 : Lotfi Zadeh
- 1993 : Jorma Rissanen
- 1994 : Gottfried Ungerböck
- 1995 : Jacob Ziv
- 1996 : Mark Pinsker
- 1997 : Thomas Cover
- 1998 : David D. Clark
- 1999 : David A. Huffman
- 2000 : Solomon Golomb
- 2001 : Alec Fraser
- 2002 : Peter Elias
- 2003 : Claude Berrou et Alain Glavieux
- 2004 : Jack Wolf
- 2005 : Neil Sloane
- 2006 : Vladimir Levenshtein
- 2007 : Abraham Lempel
- 2008 : Sergio Verdu
- 2009 : Peter Franaszek
- 2010 : Whitfield Diffie, Martin Hellman et Ralph Merkle
- 2011 : Toby Berger
- 2012 : Michael Luby et Amin Shokrollahi
- 2013 : Arthur Robert Calderbank (en)
- 2014 : Thomas Richardson et Rüdiger Urbanke
- 2015 : Imre Csiszár
- 2016 : Abbas El Gamal
- 2017 : Shlomo Shamai
- 2018 : Erdal Arıkan
- 2019 : David Tse
- 2020 : Cynthia Dwork
- 2021 : Raymond W. Yeung[1]
- 2022 : Madhu Sudan
- 2023 : Frank Kschischang